# Lithosia lungtanica
Lithosia lungtanica là một loài bướm đêm thuộc phân họ Arctiinae, họ Erebidae.